# Engelsmannen som gick upp för en kulle men kom ner från ett berg
Engelsmannen som gick upp för en kulle men kom ner från ett berg (originaltitel The Englishman Who Went Up a Hill But Came Down a Mountain) är en brittisk film från 1995.
Regi och manus av Christopher Monger. 

## Handling
Året är 1917 och två engelska kartritare kommer till den lilla staden Ffynnon Garw i Wales för att mäta det som påstås vara det första berget i Wales. Byborna är oerhört stolta över sitt berg och blir arga och besvikna när det visar sig att det är för lågt för att räknas som ett berg. Invånarna bestämmer sig för att ta saken i egna händer och göra ett berg av kullen.

## Skådespelare
- Hugh Grant som Reginald Anson
- Tara Fitzgerald som Betty
- Colm Meaney som Morgan the Goat
- Ian McNeice som George Garrad
- Ian Hart som Johnny Shellshocked
- Kenneth Griffith som Rev. Jones
- Tudor Vaughan som Thomas Twp
- Robert Pugh som Williams the Petroleum
- Robert Blythe som Ivor the Grocer